# Bajuwarentour
Die Bajuwarentour ist ein 126 Kilometer langer österreichisch-deutscher Radwanderweg in Form eines Rundwegs, der durch den Rupertigau in Oberbayern, das Obere Innviertel in Oberösterreich und den Flachgau im Bundesland Salzburg führt. Der Name des touristischen Themenradwegs gründet auf den Funden alter bajuwarischer Siedlungen in den Orten Waging und Mattsee sowie auf weiteren kleineren Funden an Orten entlang der Strecke.

## Streckenverlauf
Als Ausgangspunkte der Rundstrecke werden der bayrische Ort Waging am See und der Salzburger Ort Mattsee angenommen.
Neben dieser Hauptroute gibt es einige Alternativstrecken und zusätzliche Wegverläufe:
- Taching – Fridolfing – Kirchanschöring – Petting (38 km)
- Tittmoning – Fridolfing (10 km); von dort nach Taching oder Petting
- Umrundung des Abtsdorfer Sees nahe Laufen (6 km)
- Alternative zwischen Oberndorf und Nußdorf (15 km)
- von der Alternative Oberndorf–Nußdorf ab nach Obertrum (15 km)
- Abkürzung der Hauptroute von Nußdorf nach Seeham (9 km)
- Umrundung des Höllerersees zwischen Franking und Ostermiething (7 km)

## Beschaffenheit
Der Radweg führt durch das leicht hügelige Alpenvorland und verläuft hauptsächlich auf asphaltierten Nebenstraßen und befestigten Schotterwegen. Er weist auch nur unwesentliche Anstiege auf und wird daher als „familienfreundlich“ beworben. Der maximale Höhenunterschied beträgt etwa 170 Meter.